# Pinela
Pinela je avtohtona vinska trta na Vipavskem. Prvič je bila omenjena že leta 1324. Ni znano, da bi danes pinelo gojili še kje drugje razen v Vipavski dolini. Po uradnih evidencah iz leta 2008) je pinela posajena na 50 ha. Trti najbolj ustrezajo siromašna lapornata tla na višjeležečih sončnih legah. Planina nad Ajdovščino velja za osrednje pridelovalno območje pinele, saj je v okolici te vasi veliko primernih leg.